# Corsoua kristenseni
Corsoua kristenseni är en djurart som tillhör fylumet slemmaskar, och som beskrevs av Corrêa 1963. Corsoua kristenseni ingår i släktet Corsoua och familjen Lineidae. Inga underarter finns listade i Catalogue of Life.